# Penny Dreadful: City of Angels
Penny Dreadful: City of Angels è una serie televisiva statunitense di genere horror creata da John Logan, trasmessa dal 26 aprile al 28 giugno 2020 sul canale via cavo Showtime.
Spin-off di Penny Dreadful, la serie è ambientata nella Los Angeles del 1938 ed è ispirata al folklore messicano-americano.
La serie è stata cancellata dopo una sola stagione prodotta.

## Trama
La Los Angeles del 1938 è sconvolta da un omicidio sul quale sono chiamati a indagare il detective latino-americano Tiago Vega e il suo partner Lewis Michener. Nel tentativo di far luce su questo caso, Tiago si trova invischiato in una complicata rete di eventi, i quali precedono la costruzione della prima autostrada della città californiana nel quartiere di Belvedere Heights, dove Tiago vive con la sua famiglia. Le decisioni del consiglio municipale e le azioni repressive della polizia si ripercuotono sui cittadini latino-americani, provocando scontri e violenze, alimentati dalla demone Magda. Quest'ultima riesce a influenzare le decisioni del consigliere comunale Charles Townsend, del capo del German-American Bund Peter Craft e della gang dei pachuco. Mentre crescono la propaganda evangelista via radio e le pericolose azioni di spionaggio della Germania nazista, Tiago e la sua famiglia devono scontrarsi con minacciose forze politiche, religiose e sovrannaturali intenzionate a distruggere le loro vite per sempre.

## Episodi
| Stagione       | Episodi | Prima TV USA | Prima TV Italia |
| -------------- | ------- | ------------ | --------------- |
| Prima stagione | 10      | 2020         | 2020            |

## Personaggi e interpreti

### Principali
- Magda, interpretata da Natalie Dormer, doppiata da Letizia Scifoni.
Demone mutaforma che può assumere la forma di chiunque scelga. I personaggi che interpreta includono:
  - Alexandra "Alex" Malone, nata Mahler, consulente politica di Charlton Townsend che lo spinge a collaborare con i nazisti;
  - Elsa Branson, una casalinga tedesca che seduce Peter Craft;
  - Rio, membro influente della banda dei pachuco a Los Angeles che inizia una relazione poliamorosa con Fly Rico e Mateo.
- Santiago "Tiago" Vega, interpretato da Daniel Zovatto, doppiato da Massimo Triggiani.
Primo detective messicano del LAPD.
- Molly Joan Finnister, interpretata da Kerry Bishé, doppiata da Francesca Manicone.
Carismatica speaker radiofonica evangelista, conosciuta come "Sorella Molly".
- Maria Vega, interpretata da Adriana Barraza, doppiata da Sonia Scotti.
Matriarca della famiglia Vega.
- Josefina Vega, interpretata da Jessica Garza, doppiata da Emanuela Ionica.
Figlia più giovane della famiglia Vega.
- Charlton Townsend, interpretato da Michael Gladis, doppiato da Francesco Rizzi.
Consigliere e capo del Comitato dei trasporti del consiglio comunale di Los Angeles.
- Mateo Vega, interpretato da Johnathan Nieves, doppiato da Ezio Vivolo.
Fratello minore di Tiago.
- Dott. Peter Craft, nato Krupp, interpretato da Rory Kinnear, doppiato da Massimo De Ambrosis.
Pediatra tedesco e capo del German-American Bund locale.
- Lewis Michener, interpretato da Nathan Lane, doppiato da Enzo Avolio.
Agente veterano del LAPD e partner di Vega.

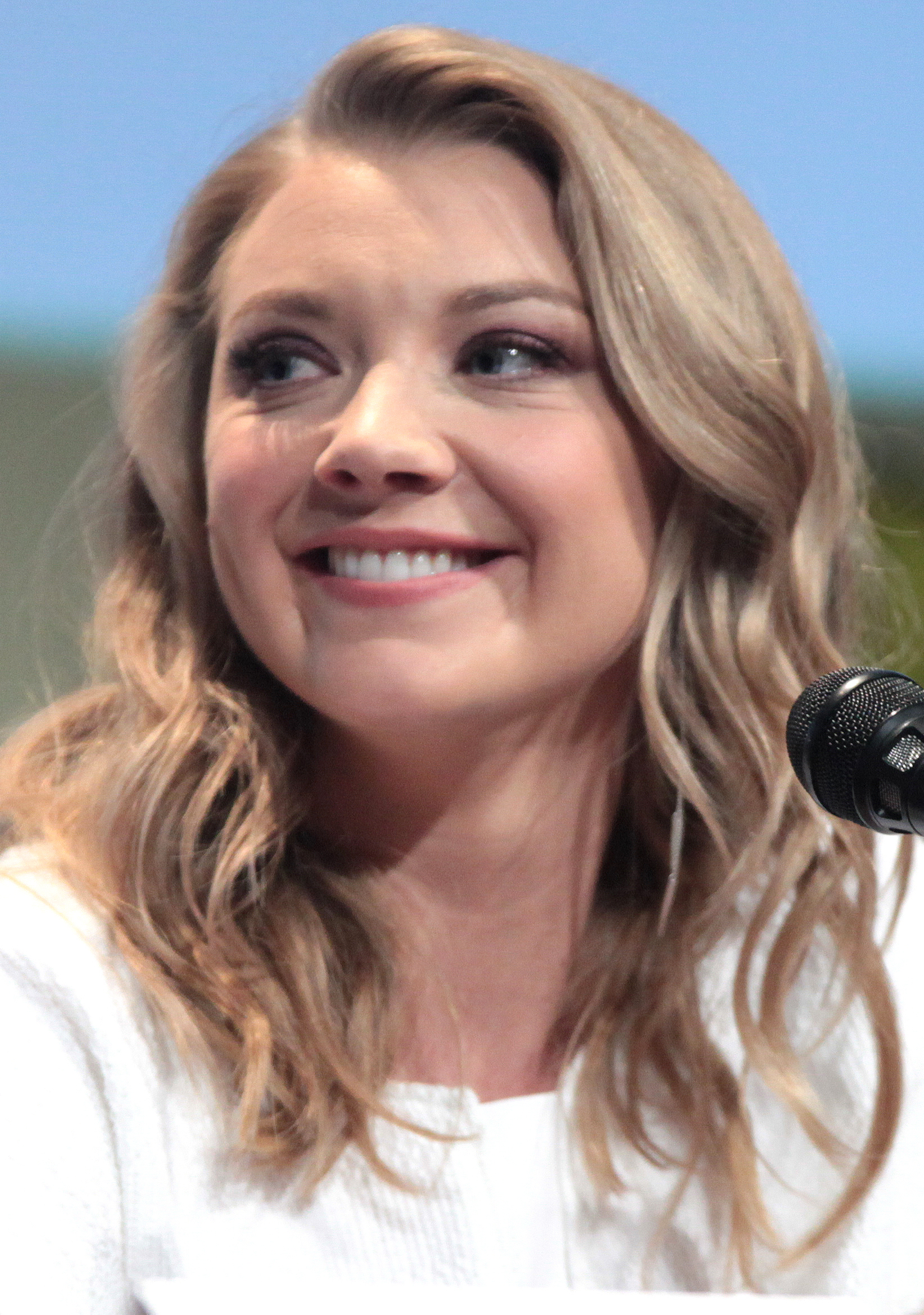
Natalie Dormer
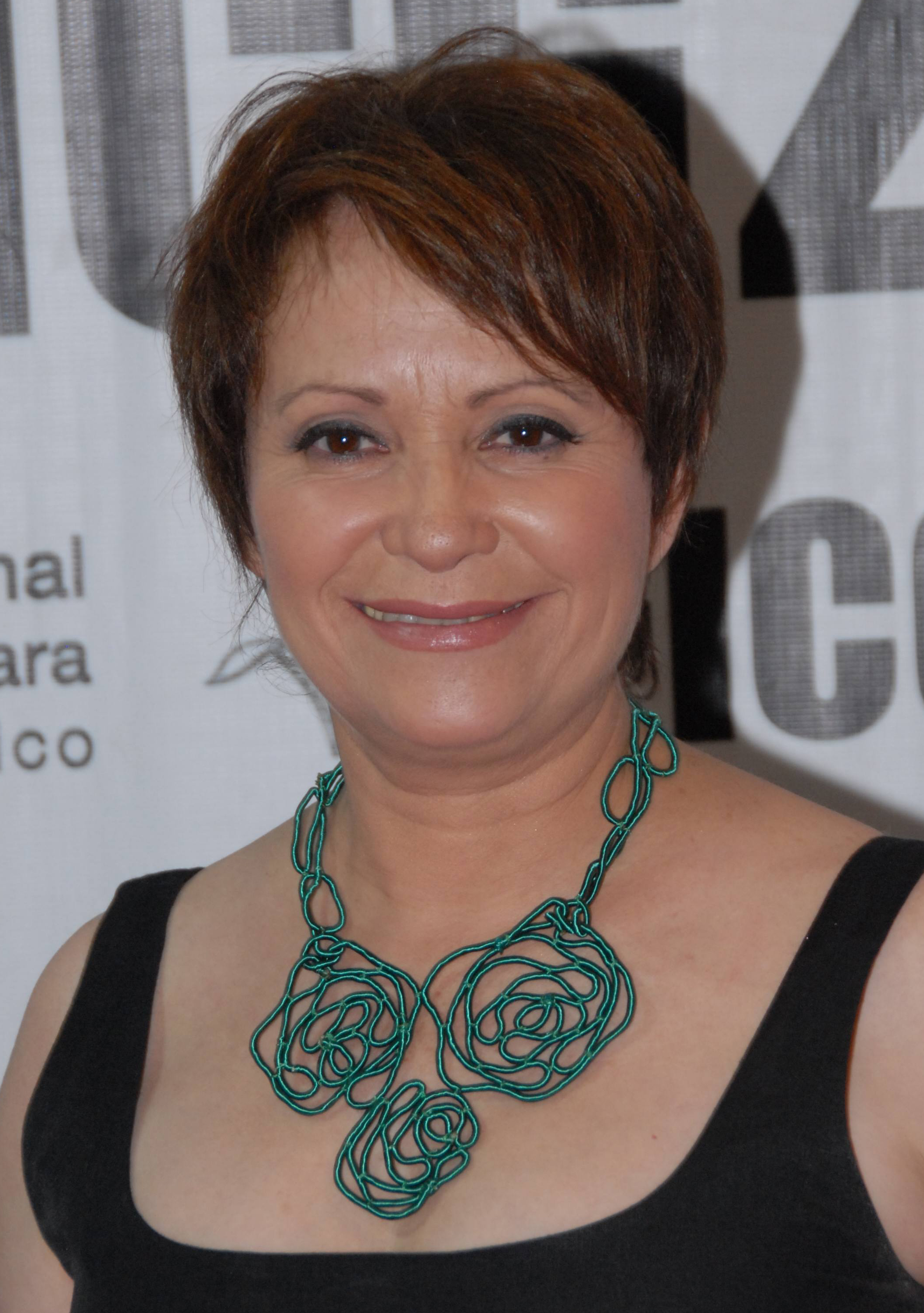
Adriana Barraza
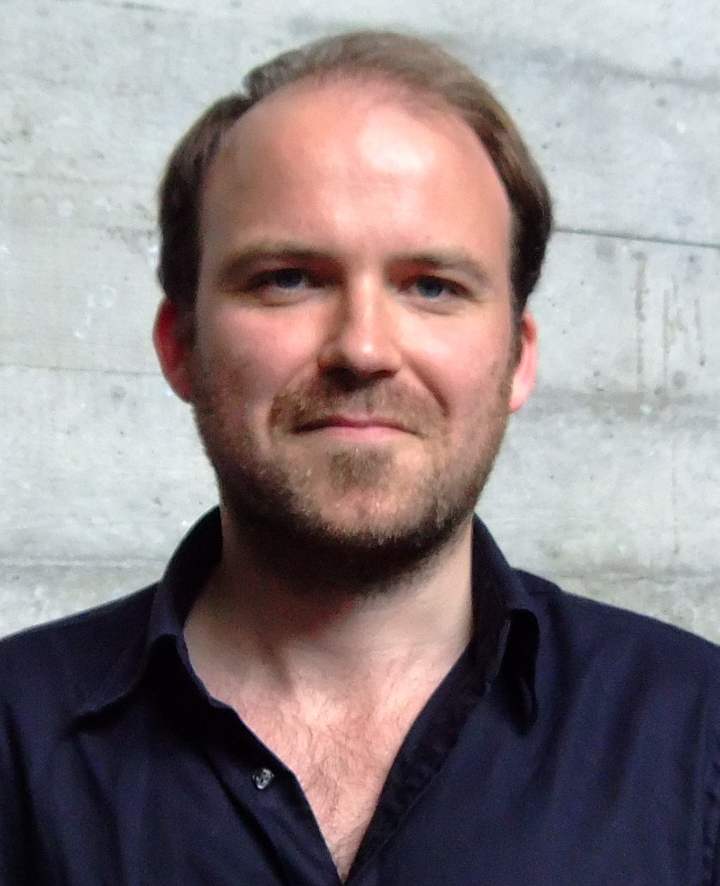
Rory Kinnear
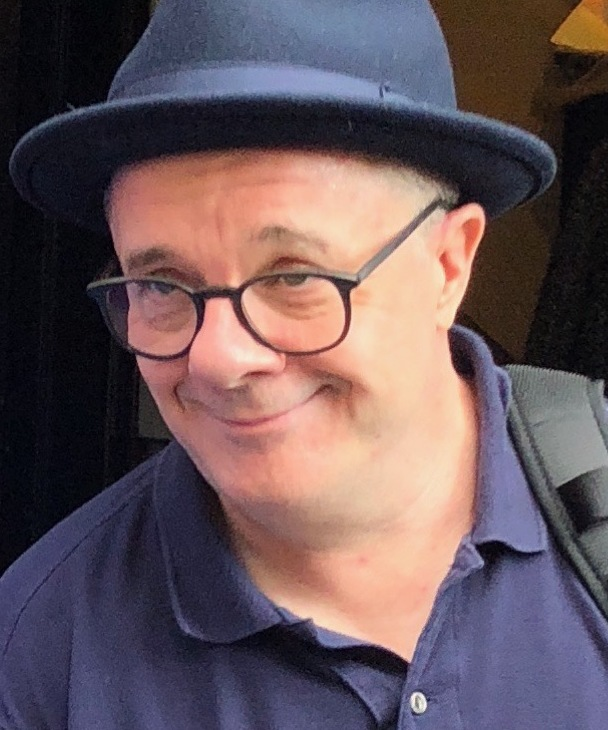
Nathan Lane

### Ricorrenti
- Frank Branson, interpretato da Santino Barnard.
L'apparente figlio di Elsa, in realtà è un altro dei suoi personaggi.
- Fly Rico, interpretato da Sebastian Chacon, doppiato da Flavio Aquilone.
Membro della gang dei pachuco guidata da Rio. Instaura una relazione poliamorosa con Rio e Mateo.
- Beverly Beck, interpretata da Christine Estabrook, doppiata da Angiola Baggi.
Membro del Los Angeles City Council e oppositrice di Charlton Townsend.
- Tom Craft, interpretato da Julian Hilliard, doppiato da Giovanni Cardellicchio.
Figlio di Peter. Viene tormentato da Frank.
- Santa Muerte, interpretata da Lorenza Izzo, doppiata da Beatrice Caggiula.
Divinità associata alla guarigione, protezione e il viaggio in sicurezza verso l'aldilà dai suoi devoti. Maria è sua grande devota.
- James "Jimmy" Reilly, interpretato da Rod McLachlan, doppiato da Luca Semeraro.
Poliziotto razzista e violento del Los Angeles Police Department che tormenta specialmente i cittadini chicani.
- Hermann Ackermann, interpretato da Ethan Peck, doppiato da Marco Vivio.
Secondo in comando al German-American Bund di Los Angeles. Al contrario di Peter, è molto favorevole alla visione di Adolf Hitler.
- Linda Craft, interpretata da Piper Perabo, doppiata da Roberta Pellini.
Moglie di Peter e madre di Tom e Trevor. Viene separata dai figli e internata in un istituto psichiatrico dal marito.
- Diego Lopez, interpretato da Adan Rocha, doppiato da Mattia Bressan.
Membro della gang dei pachuco. Nonostante sia innocente, confessa di ever ucciso James Hazlett e Jimmy Reilly. Viene impiccato da Frank Murphy e altri poliziotti del Los Angeles Police Department sulla strada per il carcere.
- Raul Vega, interpretato da Adam Rodríguez.
Il maggiore dei figli di Maria Vega. Viene ferito da Tiago in uno scontro a fuoco e passa la convalescenza a casa con la madre.
- Kurt, interpretato da Dominic Sherwood, doppiato da Alessandro Capra.
Autista di Richard Goss che instaura una relazione con Charlton Townsend.
- Ned Vanderhoff, interpretato da Brent Spiner, doppiato da Luciano Roffi.
Capitano di polizia del Los Angeles Police Department e capo di Vega e Michener.
- Trevor Craft, interpretato da Hudson West, doppiato da Francesco Leon Scattorin.
Figlio di Peter.
- Richard Goss, interpretato da Thomas Kretschmann, doppiato da Roberto Pedicini.
Architetto tedesco e agente segreto del Terzo Reich.
- Bernadette Romero, interpretata da Stephanie Arcila, doppiata da Beatrice Caggiula.
Membro della gang dei pachuco.
- Detective Frank Murphy, interpretato da Scott Beehner, doppiato da Christian Iansante.
Collega di Vega e Michener.
- Brian Koenig, interpretato da Kyle McArthur, doppiato da Andrea Oldani.
Studente brillante che lavora a un nuovo design di un razzo V2 per i nazisti.
- Dottie Minter, interpretata da Lin Shaye, doppiata da Caterina Rochira.
Amica e collaboratrice di Michener.
- Adelaide Finnister, interpretata da Amy Madigan, doppiata da Marcella Silvestri.
Madre e manager di Molly.
- Benny Berman, interpretato da Brad Garrett, doppiato da Stefano De Sando.
Gangster ebreo che viene contattato da Michener per proteggere Koenig dai nazisti.

### Ospiti
- Jose Vega, interpretato da Holger Moncada Jr.
Padre deceduto di Raul, Tiago, Mateo e Josefina.
- Sam Bloom, interpretato da Richard Kind, doppiato da Pietro Ubaldi.
Amico di Lewis. Viene ucciso da Kurt.
- Anton Chevic, interpretato da Bill Smitrovich, doppiato da Paolo Lombardi.
Amico di Lewis. Viene ucciso da Kurt.
- Cantante, interpretata da Patti LuPone.
Si esibisce in un locale segreto LGBT frequentato da Charlton e Kurt.
- Jerome Townsend, interpretato da Brian Dennehy.
Grande imprenditore e padre di Charlton. Non condivide le battaglie politiche del figlio.

## Produzione
Le riprese sono iniziate nell'agosto 2019 a Los Angeles. Paco Cabezas è uno dei registi della prima stagione; aveva già diretto quattro episodi di Penny Dreadful, incluso il finale di serie.

## Distribuzione
Negli Stati Uniti la serie ha esordito in prima visione sul canale Showtime il 26 aprile 2020. Il primo episodio della serie è stato reso disponibile in anteprima il 23 aprile 2020 sul sito web di Showtime, su Amazon, su Hulu e sui servizi Showtime On Demand e Showtime Anytime.
In Italia, la serie è andata in onda su Sky Atlantic dal 5 al 26 dicembre 2020.